# Esteban Granados
Óscar Esteban Granados Maroto (Cartago, 25 oktober 1985) is een Costa Ricaans voetballer die speelt voor de club CS Herediano in de Primera División. Hij debuteerde in 2009 in het Costa Ricaans voetbalelftal.

## Clubcarrière
De middenvelder doorliep de jeugdopleiding bij CS Cartaginés, waarna de club uit Cartago hem in 2004 een contract aanbood. Hij speelde direct in zijn eerste seizoen bij de A-selectie twintig wedstrijden in het seizoen 2004/05. Hij bleef een basisspeler in de daaropvolgende seizoenen, waarbij hij voor Cartaginés 166 duels speelde en acht doelpunten maakte. In de zomer van 2011 vertrok hij naar Orión FC, waar hij tot aan het begin van het nieuwe jaar speelde. Daarna tekende hij een contract bij Herediano. Zijn debuut bij deze club maakte hij op 15 januari 2012 tegen Santos de Guápiles (0–1). Met Herediano won hij in het seizoen 2011/12 de tweede seizoenshelft, de Campeonato de Verano. Op 30 augustus 2012 speelde Granados zijn eerste internationale clubwedstrijd in de CONCACAF Champions League. De wedstrijd tegen het Panamese Tauro FC werd met 0–1 gewonnen. Hij speelde in de kwartfinale zowel de thuis- als uitwedstrijd tegen Los Angeles Galaxy mee, maar kon uitschakeling niet voorkomen. Ook in het daaropvolgende seizoen nam Granados met CS Herediano deel aan de Champions League. Op 24 april 2014 speelde Granados zijn driehonderdste duel in de Costa Ricaanse competitie.

## Interlandcarrière
Esteban Granados maakte zijn debuut in het Costa Ricaans voetbalelftal op 28 maart 2009 in een duel in het kwalificatietoernooi voor het Wereldkampioenschap voetbal 2010 tegen Mexico (0–2), waarin hij de eerste helft meespeelde. Hij werd in 2009 opgesteld in twee wedstrijden in de CONCACAF Gold Cup. Tussen 2010 en 2013 werd Granados niet opgeroepen voor het nationaal elftal, maar op 19 november 2013 maakte hij zijn comeback in een vriendschappelijke wedstrijd tegen Australië. In januari 2014, een halfjaar voor aanvang van het wereldkampioenschap voetbal 2014 in Brazilië – waarvoor Costa Rica zich zonder Granados had weten te kwalificeren – speelde hij twee oefeninterlands. Zowel de wedstrijd tegen Chili (0–4) als Zuid-Korea (0–1) ging verloren. In mei 2014 werd Granados door bondscoach Jorge Luis Pinto opgenomen in de selectie voor het mondiale eindtoernooi. Op het wereldkampioenschap, waar Costa Rica de kwartfinale bereikte, kwam Granados niet tot speelminuten.

## Erelijst
CS Herediano
- Primera División

2012/13